# Pierre André Latreille
Pierre André Latreille (20. listopadu 1762 – 6. února 1833) byl francouzský entomolog. Jeho taxonomické práce popisující hmyz jsou platné dodnes.
Latreille se narodil ve skromných poměrech rodiny z města Brive-la-Gaillarde a v roce 1778 začal studovat Collège du Cardinal-Lemoine v Paříži. Po vysvěcení na kněze v roce 1786 se vrátil zpět do Brive, kde trávil všechen volný čas studiem hmyzu. V roce 1788 odešel do Paříže a stal se aktivním členem zdejší vědecké komunity.
Jako kněz s konzervativním vzděláním odmítl Francouzskou revoluci, opustil Paříž a později, když odmítl přísahat věrnost státu, byl uvězněn v Bordeaux. Z vězení se dostal pozoruhodnou shodou okolností. Jednou v cele objevil vzácného brouka, který byl pak odeslán místnímu přírodovědci a ten se zasadil o Latreillovo propuštění. V roce 1796 vydal v Brive svou práci Précis des caractères génériques des insectes, disposés dans un ordre naturel.
V roce 1798 byl pověřen úkolem uspořádat entomologickou sbírku v Muséum National d'Histoire Naturelle v Paříži, v roce 1814 se stal členem Francouzské akademie věd (následujíc G. A. Oliviera) a v roce 1821 se stal rytířem Čestné legie. Byl profesorem zoologie na veterinární škole v Alfort u Paříže a v roce 1830 byl jmenován profesorem zoologie (korýši, pavouci a hmyz) a předsedajícím profesorem (měkkýši, červi a zoofyty) byl jmenován Henri Marie Ducrotay de Blainvillem.
Na jeho počest byl pojmenován rod kraba Latreillia.

## Dílo
- Précis des caracteres generiques des insectes, disposes dans un ordre naturel. - Paris-Brive, Prevot - F. Boudreaux XII, 3 201 [7] (1796).
- Histoire naturelle générale et particulière des crustacés et insectes (14 vols., 1802-1805), forming part of C. N. S. Sonnini's edition of Buffon
- Genera crustaceorum et insectorum, secundum ordinem naturalem ut familias disposita (4 vols., 1806 i807 1807 1809)
- Considérations sur l'ordre naturel des animaux composant les classes des crustacés, des arachnides, et des insectes (1810)
- Les crustacés, les arachnides, les insectes: 1-653 In: Cuvier G. Le règne animal distribue d'apres son organisation, pour servir de base à l'histoire naturelle des animaux et d'introduction a l'anatomie Paris, Deterville.
- Annales du Mus. [Cit. ex: Kirby W., Spence W. 1833. Einleitung in der Entomologie, oder Elemente der Naturgeschichte der Insecten., Bd.4: 481] (1821)
- společně s Pierre François Marie Auguste Dejeanem Histoire naturelle et iconographie des insectes coléoptères d'Europe Paris : Crevot, 1822. digitised at Gallica.
- Familles naturelles du règne animal, exposés succinctement et dans un ordre analytique (1825)
- Cours d'entomologie - vyšel pouze první díl (1831)
- oddíly Crustacés, Arachnides, Insectes, v Règne animal Georges Cuviera